# Max Lüthi (Literaturwissenschaftler)
Max Lüthi (* 11. März 1909 in Bern; † 20. Juni 1991 in Zürich) war ein Schweizer Literaturwissenschafter und ordentlicher Professor für Europäische Volksliteratur an der Universität Zürich.

## Leben
Zwischen 1928 und 1935 studierte Lüthi Germanistik, Geschichte sowie englische Literaturwissenschaft an den Universitäten Bern, Lausanne, London und Berlin, wo er in seinem letzten Studienjahr die Gymnasiallehrerprüfung ablegte. Ab 1936 war er Hauptlehrer für Deutsch an der Höheren Töchterschule in Zürich. In Bern promovierte er 1943 mit der Arbeit Die Gabe im Märchen und in der Sage. 1968 wurde für ihn an der Universität Zürich der Lehrstuhl für Europäische Volksliteratur geschaffen, wo er bis zu seiner Emeritierung 1979 wirkte. Im gleichen Jahr wurde er zum Honorarprofessor ernannt. 1973 bis 1984 war er Redaktor der Enzyklopädie des Märchens.
Der wissenschaftliche Nachlass von Max Lüthi befindet sich im Universitätsarchiv Zürich. Das Familienarchiv Lüthi 1791–1991 ist Bestand des Staatsarchivs des Kantons Bern.

## Auszeichnungen
- 1979: Großer Preis der Deutschen Akademie für Kinder- und Jugendliteratur e. V. Volkach
- 1988: Europäischer Märchenpreis der Märchen-Stiftung Walter Kahn

## Bibliographie
- Bibliographie Max Lüthi, in: FABULA, Zeitschrift für Erzählforschung, begründet von Kurt Ranke, 20 (1979), S. 277–284.
- Ursula Schmid-Weidmann: Ergänzung zur Bibliographie (FABULA 20, 1979), in: FABULA, Zeitschrift für Erzählforschung, begründet von Kurt Ranke, Heft 1/2, 33 (1992), S. 124–126.

## Werke (Auswahl)
- Die Gabe im Märchen und in der Sage. Ein Beitrag zur Wesenserfassung und Wesensscheidung der beiden Formen. Bern 1943.
- Das europäische Volksmärchen. Form und Wesen. Eine literaturwissenschaftliche Darstellung. Bern 1947.
- Shakespeares Dramen. Berlin 1957.
- Volksmärchen und Volkssage. Zwei Grundformen erzählender Dichtung. Bern/München 1961.
- Es war einmal. Vom Wesen des Volksmärchens. Göttingen 1962 (Kleine Vandenhoeck-Reihe; 136/137).
- Märchen. Stuttgart 1962 (Sammlung Metzler. Realienbücher für Germanisten. Abt. E. Poetik; 16).
- Shakespeare. Dichter des Wirklichen und des Nichtwirklichen. Bern 1964 (Dalp-Taschenbücher; 373).
- So leben sie noch heute. Betrachtungen zum Volksmärchen. Göttingen 1969 (Kleine Vandenhoeck-Reihe; 294/295/296).
- Volksliteratur und Hochliteratur. Menschenbild, Thematik, Formstreben. München [u. a.] 1970.
- Das Volksmärchen als Dichtung. Ästhetik und Anthropologie. Düsseldorf 1975 (Studien zur Volkserzählung; 1).
- Vom Wesen des Märchens. Heilbronn 1989 (Troubadour; 1989,1).
- Fantastik und Realistik im europäischen Volksmärchen [= Vortrag, verfasst von Max Lüthi, verlesen anlässlich der Verleihung des Europäischen Märchenpreises der Märchenstiftung Walter Kahn, 1988], abgedruckt in: Troubadour, Märchenzeitschrift, Jg. 1989, März Nr. 1, S. 26–30; S. 51–66.